# إيلا نيلسون
إيلا نيلسون (بالإنجليزية: Ella Nelson) هي منافسة ألعاب القوى أسترالية، ولدت في 10 مايو 1994 في سيدني في أستراليا.

## وصلات خارجية
- إيلا نيلسون على موقع الاتحاد الدولي لألعاب القوى (الإنجليزية)
- إيلا نيلسون على موقع النتائج التاريخية لألعاب القوى الأسترالية (الإنجليزية)
- إيلا نيلسون على موقع أوليمبيديا (الإنجليزية)
- إيلا نيلسون على موقع اللجنة الأولمبية الأسترالية (الإنجليزية)
- إيلا نيلسون على موقع اتحاد ألعاب الكومنولث (مؤرشف) (الإنجليزية)